# Francusko-pruski rat
Francusko-pruski rat, ponekad poznat i kao Njemačko-francuski rat je naziv za oružani sukob koji se između 19. srpnja 1870. i 10. svibnja 1871. godine vodio između Francuske i saveza njemačkih država na čelu s Pruskom.
Uzrok rata bilo je jačanje utjecaja Pruske u Njemačkoj i Europi nakon pobjede u Austrijsko-pruskom ratu godine 1866. te stvaranje Sjevernonjemačkog saveza koji je imao potencijal postati, ako bude ujedinjen s južnim dijelom Njemačke, većom silom od dotada dominantne Francuske. Francuska je svim sredstvima nastojala spriječiti ujedinjenje Njemačke.
Neposredan povod za rat bio je bezuspješni pokušaj pruske dinastije Hohenzollern da jednog svog člana postavi na španjolsko prijestolje. Hohenzollerni su odustali nakon francuskog ultimatuma, ali je kancelar Otto von Bismarck cijelu aferu objavio u tzv. Emskom brzojavu čiji je uvredljivi ton natjerao francusku vladu da pod pritiskom svoje šovinističke javnosti objavi rat Pruskoj.
Francuska je u rat ušla uvjerena u brzu pobjedu zbog postojanja profesionalne vojske koja se proslavila u krimskom ratu, ratu s Austrijom godine 1859. te brojnim kolonijalnim pohodima. Francuzi su bili naoružani puškom Chassepot koja je u to vrijeme bila najmodernije standardno streljačko oružje na svijetu, a njihove su snage raspolagale i s primitivnim mitraljezima. S druge strane Prusi su imali nadmoć u topništvu, ali je glavna prednost bila u postojanju Glavnog stožera na čelu s Helmuthom von Moltkeom – institucije koja je godinama prije izrađivala detaljne ratne planove i detaljno koordinirala pokrete vojske, u potpunosti koristeći novostvorenu željezničku mrežu.
Ta se prednost pokazala već na samom početku rata kada su se obje vojske sudarile na granici. Francuske snage nisu bile dovoljno koncentrirane, pa su Prusi i njihovi njemački saveznici u svim većim sudarima uspijevali postići lokalnu nadmoć te ih tjerati na povlačenje u tvrđave. Nova francuska armija na čelu s carem Napoleonom III., organizirana s ciljem deblokade tih snaga, je umjesto toga 1. rujna 1870. godine opkoljena, teško poražena u bitki kod Sedana i prisiljena na predaju: čitava armija od 120.000 ljudi je bila zarobljena, među zarobljenicima su bili i najviši zapovjednici vojske, pa čak i sam car Napoleon III. 
Vijest o katastrofi kod Sedana dovela je do pada carske vlade i proglašenja francuske Treće republike. Nova republikanska vlada držala je kako je vojni poraz rezultat nesposobnosti starog režima, te da će, kao i 1793. godine, za vrijeme francuske revolucije revolucionarni elan i stvaranje masovne vojske regruta uspjeti preokrenuti stanje na bojištu. No, prije nego što se ta vojska mogla stvoriti, Prusi su uspjeli Pariz staviti pod opsadu, a ubrzo nakon toga okupirati i veći dio sjeverne Francuske.
U pozadini njemačkih snaga stvorio se partizanski pokret tzv. slobodnih strijelaca, kojega su Nijemci počeli gušiti uzimanjem talaca i drugim represalijama. U međuvremenu se težište ratnih operacija premjestilo na rijeku Loire, gdje su francuske snage, usprkos povremenim lokalnim uspjesima, pokazale da nisu u stanju osloboditi Pariz od opsade. 
Zbog svega toga je 28. siječnja 1871. potpisano primirje. Nekoliko dana ranije je u okupiranom Versaillesu pruski kralj proglašen njemačkim carem i proglašeno ujedinjenje Njemačke, čime je stvoren Drugi Reich.
Dok su trajali pregovori, radikalno raspoloženi elementi Nacionalne garde, lijevo orijentirani političari i gradska sirotinja u Parizu su se odbili pomiriti s porazom, te su podigli pobunu koja će postati poznata kao Pariška komuna. No taj pokret nije stekao simpatije izvan područja opkoljenog Pariza te je ugušen uz pomoć Prusa koje su vladine snage propustile kroz svoje redove.
Mirovnim ugovorom potpisanim 10. svibnja 1871. Francuska se obvezala platiti veliku ratnu odštetu – 5.000.000.000 zlatnih franaka u samo 5 godina (odmjerena je točno onakva visina odštete po stanovniku Francuske, kakvu je Napoleon I. bio 1807. godine nametnuo Pruskoj); Pruska je držala pod okupacijom sjeveroistok Francuske (čak i okolicu Pariza) sve dok reparacije nisu bile podmirene. Francuska je ujedno bila prisiljena Njemačkoj trajno predati pokrajine Alsace i Lorraine u kojima je postojala njemačka nacionalna manjina i koje su u prošlosti bile dio Njemačke. 
Mnogo je važniji rezultat bila pojava ujedinjene Njemačke kao najjače vojne sile u Europi, a djelomično zahvaljujući ugljenu iz novih pokrajina nova je država postala i velikom industrijskom silom koja će s vremenom, poput SAD-a u isto vrijeme, početi ugrožavati primat Britanskog Carstva kao jedine globalne supersile. 
No, ujedinjena Njemačka je isto tako na sebe navukla sumnjičavost i neprijateljstvo europskih sila, pogotovo Francuske u kojoj se razvio revanšizam. Bismarck je stoga velik dio svoje energije uložio kako bi stečevine rata očuvao diplomacijom i stvaranjem složene mreže vojnih saveza. Kada je militantni car Vilim II. napustio tu politiku stvoreni su preduvjeti da francusko-pruski rat dobije svoj svojevrsni nastavak u obliku prvog svjetskog rata.

## Spomenici
- Spomenik u Hamburgu
- Spomenik u Lübecku
- Spomenik u Nördlingenu
- Spomenik u Schwerinu